# Torneios WTA Tier II
Os torneios WTA Tier II foram torneios de tênis de segundo nível da Women's Tennis Association realizados de 1990 até o final da temporada de 2008. De 1988 a 1990, os diferentes níveis de torneios WTA foram referidos pelo termo "Categoria", e havia 5 categorias. A programação dos eventos variou ao longo dos anos, com torneios sendo promovidos, rebaixados ou cancelados.
Em 2009, a WTA mudou as categorias do torneio, de modo que a maioria dos torneios Tier I e Tier II estavam em uma categoria, "Premier Tournaments", esta subdividida em três categorias.

## Eventos
| Torneio             | Também conhecido como                                                                     | Cidade(s)                                     | País | Piso                                 | Tier II a partir de | Anos                |
| ------------------- | ----------------------------------------------------------------------------------------- | --------------------------------------------- | ---- | ------------------------------------ | ------------------- | ------------------- |
| Amelia Island       | MPS Group Championships                                                                   | Ponte Vedra Beach [en]                        | USA  | Saibro                               | 1990–2008           | 1980–2008           |
| Boca Raton          | Virginia Slims of Florida [en]                                                            | Boca Raton(1987-92) Delray Beach(1993-95)     | USA  | Saibro(1984) Duro(1985–95)           | 1990 1993–1995      | 1984–1995           |
| Houston             | Virginia Slims of Houston [en]                                                            | Houston, Texas                                | USA  | Saibro                               | 1990–1995           | 1970–1995           |
| Los Angeles         | LA Women's Tennis Championships anteriormente "East West Bank Classic"                    | Manhattan Beach(1983-2002) Carson (2003-09)   | USA  | Duro                                 | 1990–2008           | 1971–2008           |
| Brighton            | Brighton International [en]                                                               | Brighton                                      | UK   | Carpete                              | 1990–2000           | 1978–2000           |
| Eastbourne          | Aegon International anteriormente "International Women's Open"                            | Eastbourne                                    | UK   | Grama                                | 1990–2008           | 1974–2008           |
| Hamburg             | Betty Barclay Cup                                                                         | Hamburg                                       | GER  | Saibro                               | 1990–2002           | 1982–1983 1987–2002 |
| Indian Wells        | BNP Paribas Open anteriormente "Pacific Life Open"                                        | Indian Wells                                  | USA  | Duro                                 | 1990–1996           | 1974–2008           |
| Tokyo (Nicherei)    | Nichirei International Championships [en]                                                 | Tóquio                                        | JPN  | Carpete (1990) Duro (1991-96)        | 1990–1996           | 1990–1996           |
| Tokyo (Pan Pacific) | Toray Pan Pacific Open                                                                    | Tóquio                                        | JPN  | Duro                                 | 1990–1992           | 1984–2008           |
| Stanford            | Bank of the West Classic                                                                  | Stanford                                      | USA  | Duro                                 | 1990–2008           | 1971–2008           |
| Stuttgart           | Porsche Tennis Grand Prix                                                                 | Filderstadt (1978-2005) Stuttgart (2006-2008) | GER  | Saibro (i)                           | 1990–2008           | 1978–2008           |
| Philadelphia        | Advanta Championships of Philadelphia [en] anteriormente "Virginia Slims of Philadelphia" | Filadélfia                                    | USA  | Carpete(1991-2000) Duro (i)(2003-05) | 1991–1992 1996–2005 | 1971–2005           |
| Chicago             | Ameritech Cup [en] anteriormente "Virginia Slims of Chicago"                              | Chicago                                       | USA  | Carpete                              | 1991–1997           | 1971–1997           |
| Barcelona           | Barcelona Ladies Open                                                                     | Barcelona (1993-95) Madrid (1996-97)          | ESP  | Saibro                               | 1993–1997           | 1993–1997           |
| Paris               | Open GDF Suez                                                                             | Paris                                         | FRA  | Duro (i)                             | 1993–2008           | 1993–2008           |
| Leipzig             | Sparkassen Cup [en]                                                                       | Leipzig                                       | GER  | Carpete                              | 1993–2003           | 1990–2003           |
| Sydney              | Medibank International Sydney                                                             | Sydney                                        | AUS  | Duro                                 | 1993–2008           | 1885–2008           |
| Madrid              | Madrid Open                                                                               | Madri                                         | ESP  | Saibro                               | 1996                | 1996–2003           |
| New Haven           | Pilot Pen Tennis                                                                          | New Haven                                     | USA  | Duro                                 | 1997–2008           | 1948–2008           |
| Tokyo (Princess)    | Toyota Princess Cup [en]                                                                  | Tóquio                                        | JPN  | Duro                                 | 1997–2002           | 1997–2002           |
| Linz                | Generali Ladies Linz                                                                      | Linz                                          | AUT  | Duro (i)                             | 1998–2008           | 1987–2008           |
| Scottsdale          | State Farm Women's Tennis Classic [en]                                                    | Scottsdale                                    | USA  | Duro                                 | 2000–2003           | 2000–2003           |
| Dubai               | Dubai Tennis Championships                                                                | Dubai                                         | UAE  | Duro                                 | 2001–2008           | 1993–2008           |
| Nice                | Internationaux de Tennis Feminin Nice [en]                                                | Nice                                          | FRA  | Carpete                              | 2001                | 2001                |
| Antwerp             | Proximus Diamond Games                                                                    | Antuérpia                                     | BEL  | Duro (i)                             | 2002–2008           | 2002–2008           |
| Warsaw              | Warsaw Open anteriormente "J&S Cup"                                                       | Varsóvia                                      | POL  | Saibro                               | 2003–2007           | 1995–2007           |
| Beijing             | China Open anteriormente "Beijing Salem Open"                                             | Pequim                                        | CHN  | Duro                                 | 2004–2008           | 1993–2008           |
| Doha                | Qatar Total Open                                                                          | Doha                                          | QAT  | Duro                                 | 2004–2007           | 2001–2008           |
| Luxembourg          | BGL Luxembourg Open                                                                       | Luxemburgo                                    | LUX  | Duro (i)                             | 2005–2007           | 1996–2008           |
| Zürich              | Zurich Open [en]                                                                          | Zurique                                       | SUI  | Duro (i)                             | 2008                | 1993–2008           |
| Bangalore           | Bangalore Open [en]                                                                       | Hyderabad (2003–05) Bangalore (2006–2008)     | IND  | Duro                                 | 2008                | 2003–2008           |